# خذروفة الأرز
خُذْرُوفَة الأرز فطر مجهري من جنس الخذروفة، يصيب الأرز في أوراقه وسوقه فيؤذيه أشد الأذى. مظهره الخارجي بقع سمر كثيفة التجميع هالية الحافة الفضية المواج تعلو نصال العصف في أواسطها وعند أطرافها العليا فتذبلها وتقودها إلى اليباس. وهو على السوق بقع سمر تركب الزام الأخير عند انتشاب السنبلة فتعطب الألياف وتسبب التواء السنبلة وذبولها قبل إدراك الشلب. يدارك باستعمال الأسمدة مع الدورة الزراعية.

## معرض الصور

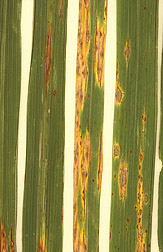
آفات على أوراق الأرز ناجمة عن الإصابة بالخذرفة
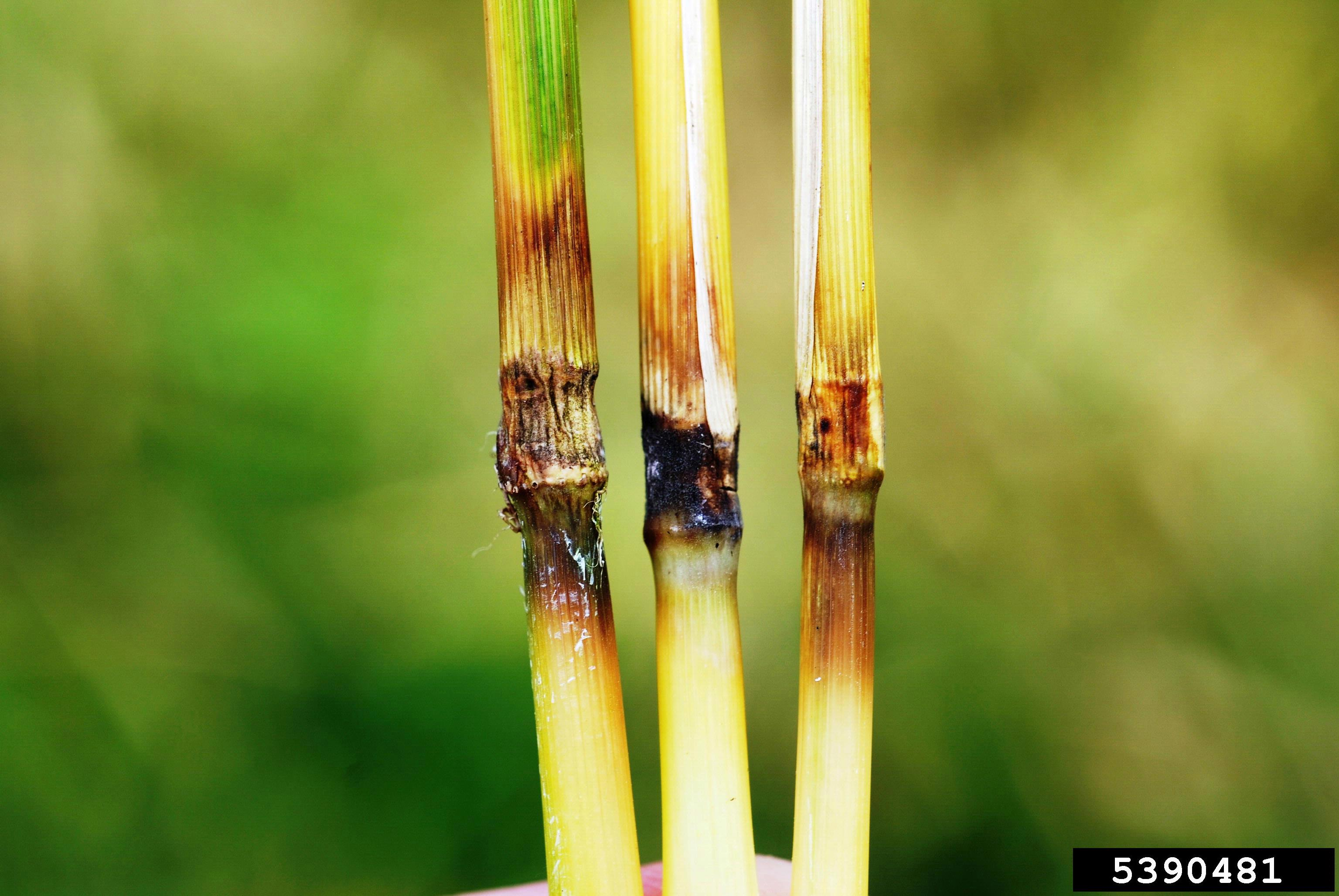
آفات انفجار الأرز على العقد النباتية
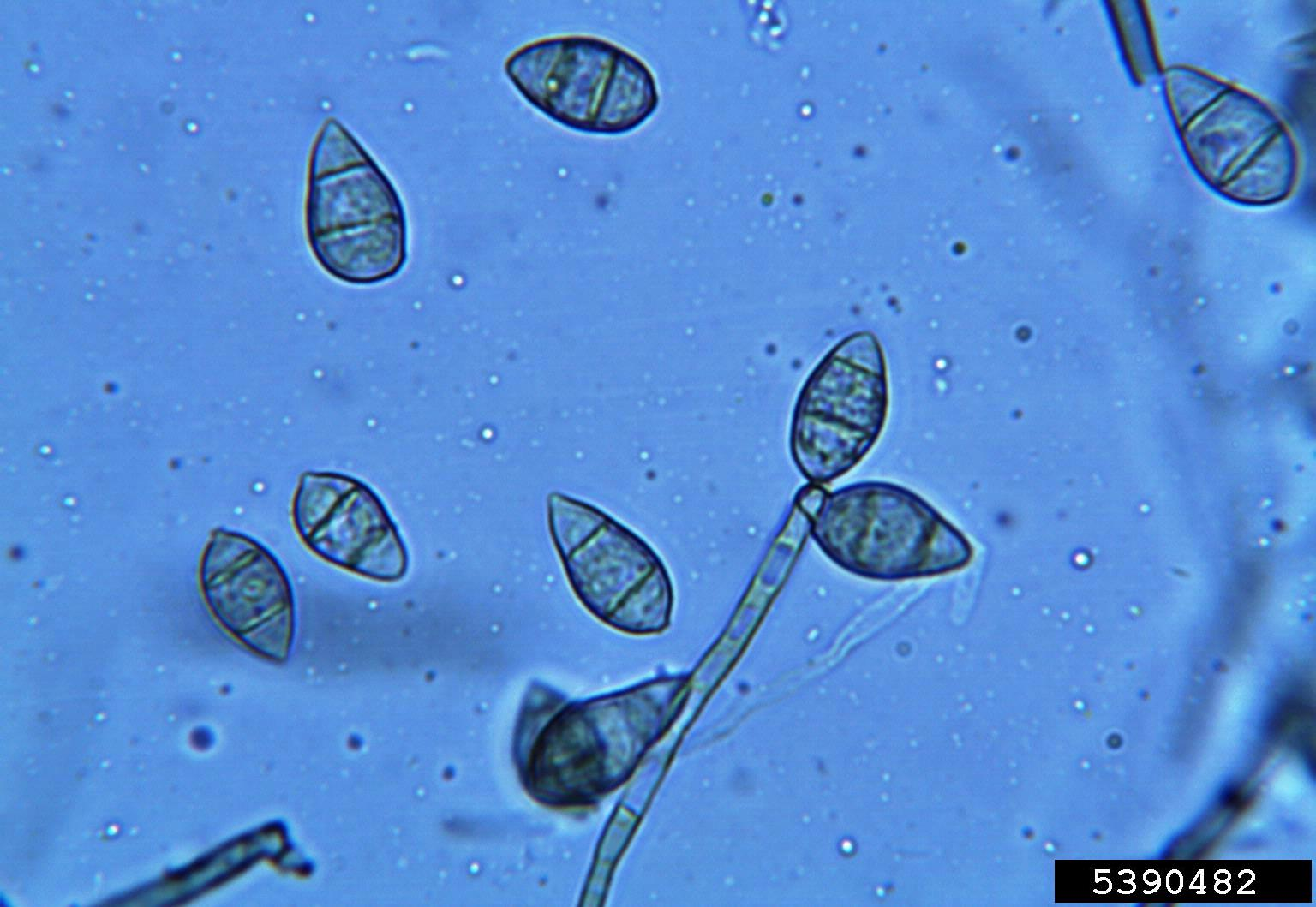
أبواغ خذروفة الأرز
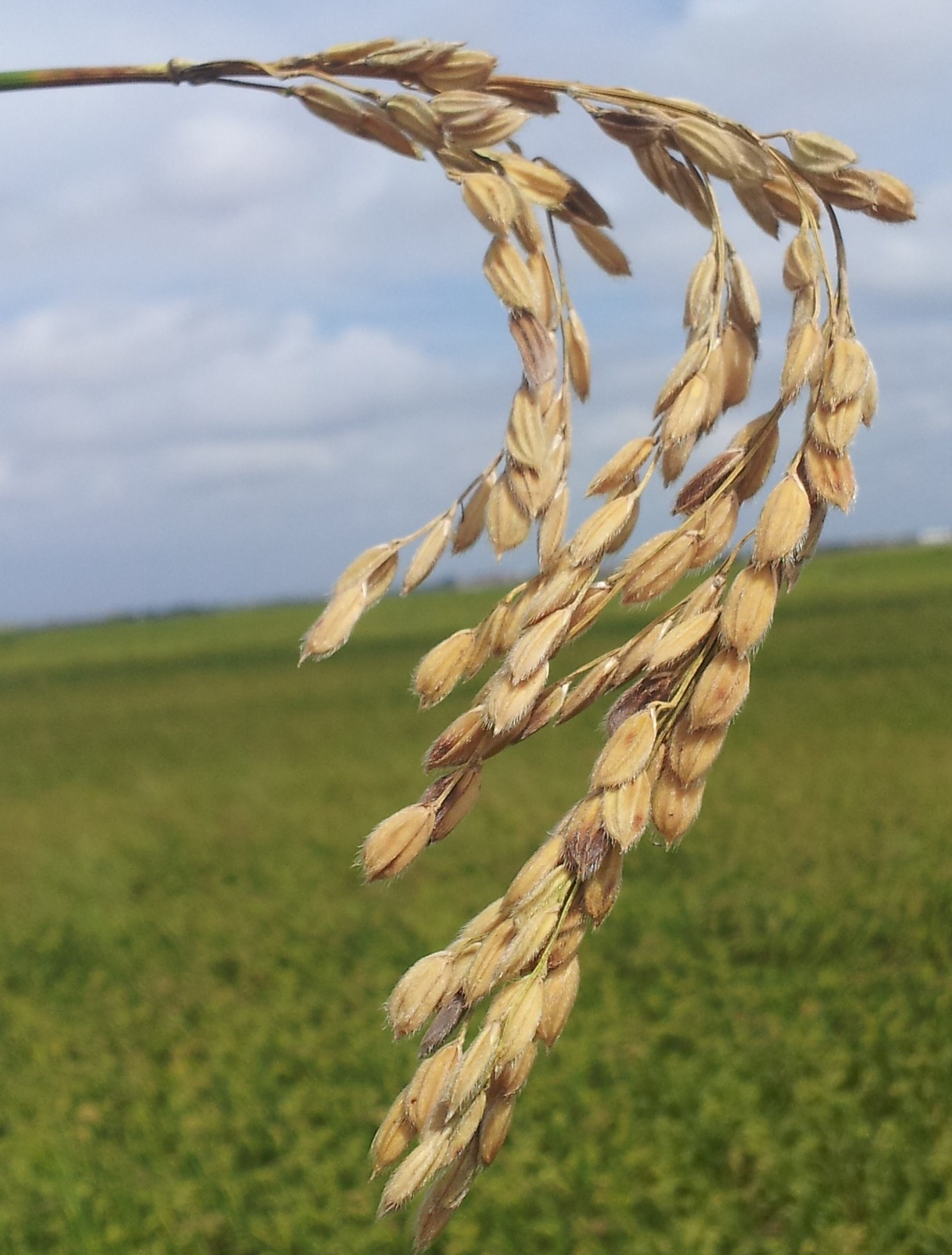
تأثر سنبلة الأزر بالخذرفة